# 第74回毎日映画コンクール
第74回毎日映画コンクールは、毎日新聞社やスポーツニッポン新聞社が主催する賞であり、2019年の映画を対象とし、2020年2月13日に神奈川県川崎市のミューザ川崎シンフォニーホールで授賞式が行われた。
『蜜蜂と遠雷』が日本映画大賞、監督賞の石川慶、スポニチグランプリ新人賞の鈴鹿央士とあわせて3冠を獲得した。日本映画優秀賞を獲得した『新聞記者』からは、シム・ウンギョンが女優主演賞を受賞している。なお、外国映画ベストワン賞に選出された『ジョーカー』はTSUTAYAプレミア映画ファン賞（外国映画部門）もあわせて獲得した。

## 受賞とノミネート
第74回毎日映画コンクールの候補は2019年12月20日に発表された。

### 結果
受賞者は各項目最上段に太字でダブルダガー () 付きのものである。
また、日本映画優秀賞と大藤信郎賞には太字でダガー()を付けている。
| 日本映画大賞・日本映画優秀賞 - 『蜜蜂と遠雷』 - 石川慶、佐藤善宏、石黒裕亮、加倉井誠人、山内章弘 - 『新聞記者』 - 藤井道人、高石明彦、河村光庸、岡本東郎 - 『火口のふたり』 - 荒井晴彦、田辺隆史、行実良、岡本東郎、森重晃 - 『ひとよ』 - 白石和彌、佐藤直樹、長谷川晴彦、安藤親広 - 『宮本から君へ』 - 真利子哲也、佐藤順子、河村光庸、岡本東郎 | 外国映画ベストワン賞 - 『ジョーカー』 - トッド・フィリップス、ブラッドリー・クーパー、マイケル・E・ウスラン - 『グリーンブック』 - ピーター・ファレリー、ジム・バーク、ニック・ヴァレロンガ、ジェフ・スコール - 『象は静かに座っている』 - フー・ボー - 『運び屋』 - クリント・イーストウッド、アーロン・L・ギルバート、ティム・ムーア - 『バーニング 劇場版』 - イ・チャンドン、イ・ジュンドン - 『ワンス・アポン・ア・タイム・イン・ハリウッド』 - クエンティン・タランティーノ、デヴィッド・ハイマン、ジョージア・カカンデス |
| 男優主演賞 - 成田凌 - 『カツベン!』 - 染谷俊太郎役 - 池松壮亮 - 『宮本から君へ』 - 宮本浩役 - 稲垣吾郎 - 『半世界』 - 高村紘役 - 柄本佑 - 『火口のふたり』 - 永原賢治役 - 香取慎吾 - 『凪待ち』 - 木野本郁男役 | 女優主演賞 - シム・ウンギョン - 『新聞記者』 - 吉岡エリカ役 - 蒼井優 - 『宮本から君へ』 - 中野靖子役 - 岸井ゆきの - 『愛がなんだ』 - テルコ役 - 瀧内公美 - 『火口のふたり』 - 佐藤直子役 - 筒井真理子 - 『よこがお』 - 市子 / リサ役 - 松岡茉優 - 『蜜蜂と遠雷』 - 栄伝亜夜役 |
| 男優助演賞 - 吉澤健 - 『凪待ち』 - 昆野勝美役 - 渋川清彦 - 『半世界』 - 岩井光彦役 - 鈴木亮平 - 『ひとよ』 - 稲村大樹役 - 成田凌 - 『愛がなんだ』 - マモル役 - 成田凌 - 『さよならくちびる』 - シマ役 - 長谷川博己 - 『半世界』 - 沖山瑛介役 | 女優助演賞 - 池脇千鶴 - 『半世界』 - 高村初乃役 - 市川実日子 - 『よこがお』 - 基子役 - 片岡礼子 - 『楽園』 - 黒塚久子役 - シム・ウンギョン - 『ブルーアワーにぶっ飛ばす』 - 清浦あさ美役 - 松岡茉優 - 『ひとよ』 - 稲村園子役 |
| スポニチグランプリ新人賞（男性） - 鈴鹿央士 - 『蜜蜂と遠雷』 - 風間塵役 - 佐藤結良 - 『僕はイエス様が嫌い』 - 星野由来役 - 細田佳央太 - 『町田くんの世界』 - 町田一役 - 皆川暢二 - 『メランコリック』 - 鍋岡和彦役 - YOSHI - 『タロウのバカ』 - タロウ役                                                                                         | スポニチグランプリ新人賞（女性） - 関水渚 - 『町田くんの世界』 - 猪原奈々役 - 秋田汐梨 - 『惡の華』 - 佐伯奈々子役 - 佐久間由衣 - 『“隠れビッチ”やってました。』 - 荒井ひろみ役 - 玉城ティナ - 『惡の華』 - 仲村佐和役 - 森七菜 - 『地獄少女』 - 市川美保役 |
| 田中絹代賞 - 風吹ジュン - 蒼井優 - 天海祐希 - 風祭ゆき - 斉藤由貴 - 筒井真理子 - 宮沢りえ | 監督賞 - 石川慶 - 『蜜蜂と遠雷』 - 荒井晴彦 - 『火口のふたり』 - 今泉力哉 - 『愛がなんだ』 - 阪本順治 - 『半世界』 - 白石和彌 - 『ひとよ』 - 真利子哲也 - 『宮本から君へ』 |
| 脚本賞 - 阪本順治 - 『半世界』 - 荒井晴彦 - 『火口のふたり』 - 片島章三 - 『カツベン!』 - 片山慎三 - 『岬の兄妹』 - 詩森ろば、高石明彦、藤井道人 - 『新聞記者』 - 高橋泉 - 『ひとよ』 | 撮影賞 - クリストファー・ドイル - 『ある船頭の話』 - 芹澤明子 - 『旅のおわり世界のはじまり』 - 川上皓市 - 『火口のふたり』 - 鍋島淳裕 - 『楽園』 - ピオトル・ニエミイスキ - 『蜜蜂と遠雷』 |
| 美術賞 - 磯田典宏 - 『カツベン!』 - 我妻弘之 - 『蜜蜂と遠雷』 - 磯見俊裕 - 『楽園』 - 今村力 - 『ひとよ』 - Enzo - 『人間失格 太宰治と3人の女たち』 - 上條安里 - 『アルキメデスの大戦』 | 音楽賞 - RADWIMPS - 『天気の子』 - きだしゅんすけ - 『さよならくちびる』 - 佐藤直紀 - 『アルキメデスの大戦』 - 篠田大介 - 『蜜蜂と遠雷』 - 下田逸郎 - 『火口のふたり』 - 周防義和 - 『カツベン!』 |
| 録音賞 - 藤本賢一 - 『半世界』 - 久連石由文 - 『蜜蜂と遠雷』 - 郡弘道 - 『カツベン!』 - 鶴巻仁 - 『さよならくちびる』 - 深田晃 - 『火口のふたり』 | ドキュメンタリー映画賞 - 『えんとこの歌 寝たきり歌人・遠藤 滋』 - 『i-新聞記者ドキュメント-』 - 『馬ありて』 - 『蟹の惑星』 - 『春画と日本人』 - 『新宿タイガー』 - 『だってしょうがないじゃない』 - 『牧師といのちの崖』 |
| アニメーション映画賞・大藤信郎賞 長編 - 『海獣の子供』アニメーション映画賞 - 『きみと、波にのれたら』 - 『この世界の（さらにいくつもの）片隅に』 - 『空の青さを知る人よ』 - 『天気の子』 - 『HELLO WORLD』 - 『プロメア』 · | 短編 - 『ある日本の絵描き少年』大藤信郎賞 - 『鬼とやなり』 - 『くじらの湯』 - 『サイシュ～ワ』 - 『『四月』Pieces of April』 - 『深海の紅』 - 『絶望の怪物』 - 『創造的進化』 - 『澡堂的象―浴場の象―』 - 『FIREHEAD』 - 『薄暮』 - 『マイリトルゴート』 - 『めかくれ』 - 『ゆめみのえ』 |

### TSUTAYAプレミアムファン賞
日本映画部門
- 『凪待ち』 - 白石和彌、椎井由紀子、赤城聡

外国映画部門
- 『ジョーカー』 - トッド・フィリップス、ブラッドリー・クーパー、マイケル・E・ウスラン

以下、ランキングとなっている。
| 順位 | 映画                                             | 票数 |
| ---- | ------------------------------------------------ | ---- |
| 1    | 『凪待ち』                                       | 1339 |
| 2    | 『台風家族』                                     | 452  |
| 3    | 『半世界』                                       | 382  |
| 4    | 『かぐや様は告らせたい〜天才たちの恋愛頭脳戦〜』 | 318  |
| 5    | 『劇場版 おっさんずラブ 〜LOVE or DEAD〜』       | 252  |
| 6    | 『マチネの終わりに』                             | 158  |
| 6    | 『パラレルワールド・ラブストーリー』             |      |
| 8    | 『惡の華』                                       | 154  |
| 9    | 『ひとよ』                                       | 126  |
| 10   | 『メランコリック』                               | 99   |

| 順位 | 映画                                             | 票数 |
| ---- | ------------------------------------------------ | ---- |
| 1    | 『ジョーカー』                                   | 782  |
| 2    | 『アラジン』                                     | 354  |
| 3    | 『グリーンブック』                               | 172  |
| 4    | 『ライオン・キング』                             | 107  |
| 5    | 『トイ・ストーリー4』                            | 91   |
| 6    | 『アナと雪の女王2』                              | 76   |
| 7    | 『ワンス・アポン・ア・タイム・イン・ハリウッド』 | 75   |
| 8    | 『アベンジャーズ/エンドゲーム』                  | 65   |
| 9    | 『スパイダーマン:ファー・フロム・ホーム』        | 60   |
| 10   | 『ターミネーター:ニュー・フェイト』              | 56   |

### 特別賞
- 宮本まさ江 （衣裳）

### 複数の部門での候補及び受賞作品
| ノミネート | 映画                   |
| ---------- | ---------------------- |
| 8          | 『火口のふたり』       |
| 8          | 『蜜蜂と遠雷』         |
| 7          | 『半世界』             |
| 6          | 『ひとよ』             |
| 5          | 『カツベン!』          |
| 3          | 『宮本から君へ』       |
| 3          | 『愛がなんだ』         |
| 3          | 『楽園』               |
| 3          | 『新聞記者』           |
| 2          | 『惡の華』             |
| 2          | 『アルキメデスの大戦』 |
| 2          | 『さよならくちびる』   |
| 2          | 『天気の子』           |
| 2          | 『町田くんの世界』     |
| 2          | 『よこがお』           |

| 受賞数 | 作品           |
| ------ | -------------- |
| 3      | 『蜜蜂と遠雷』 |
| 3      | 『半世界』     |
| 2      | 『新聞記者』   |
| 2      | 『カツベン!』  |
| 2      | 『凪待ち』     |

## 審査員(選考委員)
一次選考委員
相田冬二、秋本鉄次、秋山登、明智惠子、石坂健治、石飛徳樹、イソガイマサト、稲垣都々世、宇田川幸洋、内海陽子、浦崎浩實、
襟川クロ、大高宏雄、大竹洋子、尾形敏朗、岡本耕治、鬼塚大輔、小野耕世、小野民樹、恩田泰子、賀来タクト、柏原寛司、金澤誠、
川口敦子、きさらぎ尚、北川れい子、北小路隆志、金原由佳、古賀重樹、小菅昭彦、小西均、斎藤敦子、佐藤雅昭、塩田時敏、鈴木元、
関口裕子、高橋諭治、立花珠樹、立田敦子、田中千世子、田中文人、谷川建司、出口丈人、土屋好生、寺脇研、轟夕起夫、中川洋吉、
中山治美、西脇英夫、野島孝一、野村正昭、萩尾瞳、春岡勇二、平山允、福永聖二、北條誠人、細谷美香、三留まゆみ、宮澤誠一、
ミルクマン斉藤、村川英、村山匡一郎、森直人、矢田部吉彦、柳下毅一郎、山根貞男、渡辺浩、渡部実、勝田友巳、井上知大、鈴木隆
二次選考委員
<作品部門>
- 桃井かおり(女優)
- 佐伯知紀(映画映像研究者)
- 新藤次郎(映画プロデューサー)
- 辻村深月(作家)
- 矢田部吉彦(東京国際映画祭プログラミングディレクター)

以上5名
<俳優部門>
- 足立喜之(元スバル座支配人、プロデューサー)
- 金原由佳(映画ジャーナリスト)
- 佐藤雅昭(スポーツニッポン編集委員)
- 関口裕子(キネマ旬報元編集長)
- 滝田洋二郎(映画監督)
- 冨田三起子(映画祭コーディネーター)
- 野島孝一(映画ジャーナリスト)

以上7名
<スタッフ部門>
- 荒木啓子(ぴあフィルムフェスティバルディレクター)
- 掛尾良夫(城西国際大招へい教授)
- 勝田友巳(毎日新聞社学芸部長)
- 北小路隆志(映画評論家)
- 小林淳(映画・音楽関連文筆家)
- 坂野ゆか(川喜多記念映画文化財団チーフコーディネーター)
- 田辺信道(録音監督)
- 長津晴子(脚本家)
- 福澤勝広(美術監督)
- 三島有紀子(映画監督)
- 渡部眞(撮影監督)

以上11名
<ドキュメンタリー部門>
- 石坂健治(日本映画大教授)
- 金平茂紀(TBS「報道特集」キャスター　エグゼティブ・エキスパート)
- 城戸久枝(ノンフィクションライター)
- 代島治彦(映画監督)
- 中山治美(映画ジャーナリスト)

＝一次選考委員(萩野亮、渡辺勝之、井上知大)
以上5名
<アニメーション部門>
- 岡本美津子(東京芸術大学大学院映像研究科教授)
- 土居伸彰(新千歳国際アニメーション映画祭ディレクター)
- 西久保瑞穂(アニメ監督)
- 氷川竜介(アニメ評論家)
- 和田敏克(東京造形大准教授)

＝一次選考委員(原口正宏、藤津亮太、井上知大)
以上5名